# Sette anni di felicità
Sette anni di felicità è un film del 1942 diretto da Ernst Marischka e Roberto Savarese.
Il film è stato girato a Cinecittà in doppia versione italo-tedesca. La versione tedesca del film, intitolata Sieben Jahre Glück, venne distribuita in Germania alla fine del 1942, mentre quella italiana viene presentata al pubblico all'inizio del 1943.

## Accoglienza

### Critica
Raul Radice nelle pagine del Corriere della Sera, del 1º maggio 1943 « Ancora una volta siamo nel regno dell'avventura comico sentimentale. Senonché ad inventarla e immaginarla e a tentare di darle vita ci si sono messi italiani e tedeschi. Qualche breve scena comica si perde fra minuzie insignificanti e qualche passaggio garbato è sopraffatto dal clamore e dalla confusione delle voci »